# Pantoclis evanescens
Pantoclis evanescens är en stekelart som beskrevs av Jean-Jacques Kieffer 1909. Pantoclis evanescens ingår i släktet Pantoclis, och familjen hyllhornsteklar. Arten är reproducerande i Sverige.